# William Vaughan (Militär)
William Vaughan († nach 1484) war ein walisischer Militär während der Rosenkriege.
William war ein jüngerer Sohn von Watkyn Vaughan aus Bredwardine Castle in Herefordshire und von dessen Frau Elizabeth Wogan. Sein Vater wurde 1456 ermordet, worauf sein älterer Bruder Thomas Bredwardine erbte. William erbte nur einen kleinen Grundbesitz in Rhydhelig bei Cardiff. Während der Rosenkriege unterstützte er wie die anderen Mitglieder seiner Familie das Haus York und galt als ausgezeichneter Kämpfer. Unter seinem Verwandten Walter Devereux, 1. Baron Ferrers of Chartley, diente er als Constable von Aberystwyth Castle. 1462 soll er Walter Devereux auf dessen Feldzug nach Nordengland begleitet haben, wo er nach dem vorläufigen Sieg Eduards IV. über das Haus Lancaster die Region sicherte. Nach der Familientradition hat er 1471 nach der Schlacht von Barnet den flüchtenden Earl of Warwick, den Königsmacher, getötet. 1475 war er Vogt von Brecon. 1484 gewährte ihm König Richard III. eine jährliche Pension in Höhe von 10 Mark. Mehrere walisische Dichter wie Dafydd Nanmor und Lewis Glyn Cothi besangen seine Tapferkeit.